# Bukkake

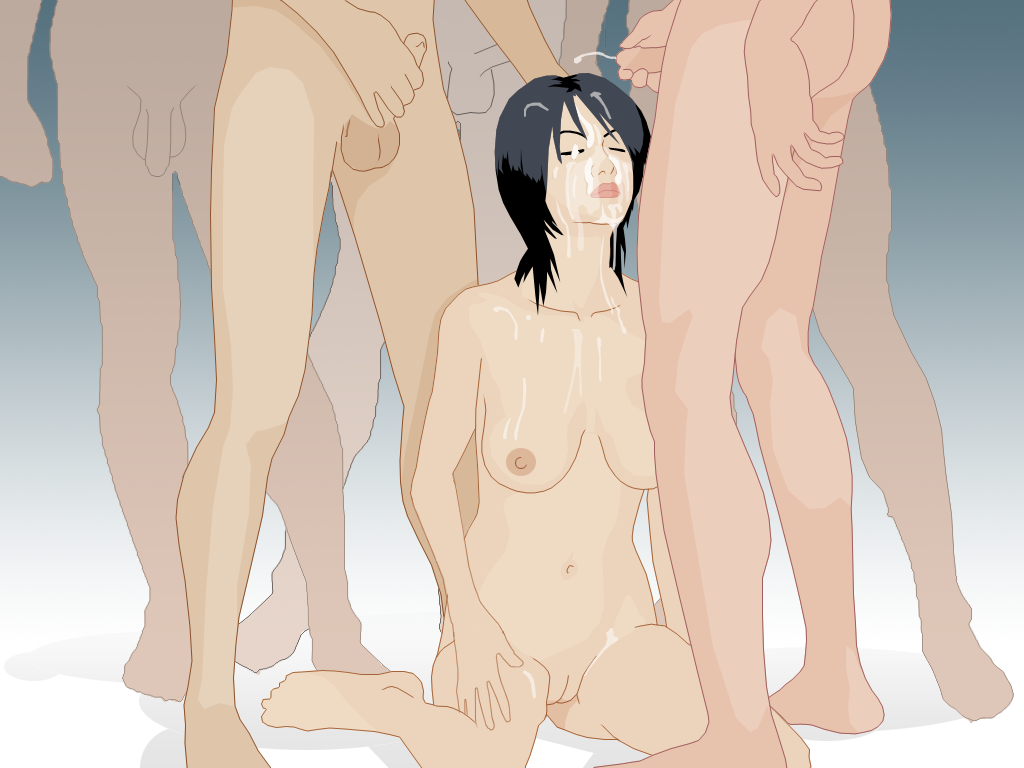
Interprétation de bukkake.

Un bukkake (ぶっかけ, bukkake, du verbe japonais bukkakeru qui signifie éclabousser d'eau), prononcé [bukake], est un acte sexuel dans lequel un participant se fait éjaculer dessus par plusieurs autres participants. Cette pratique est utilisée autant dans les relations hétérosexuelles, que bisexuelles et homosexuelles.

## Étymologie

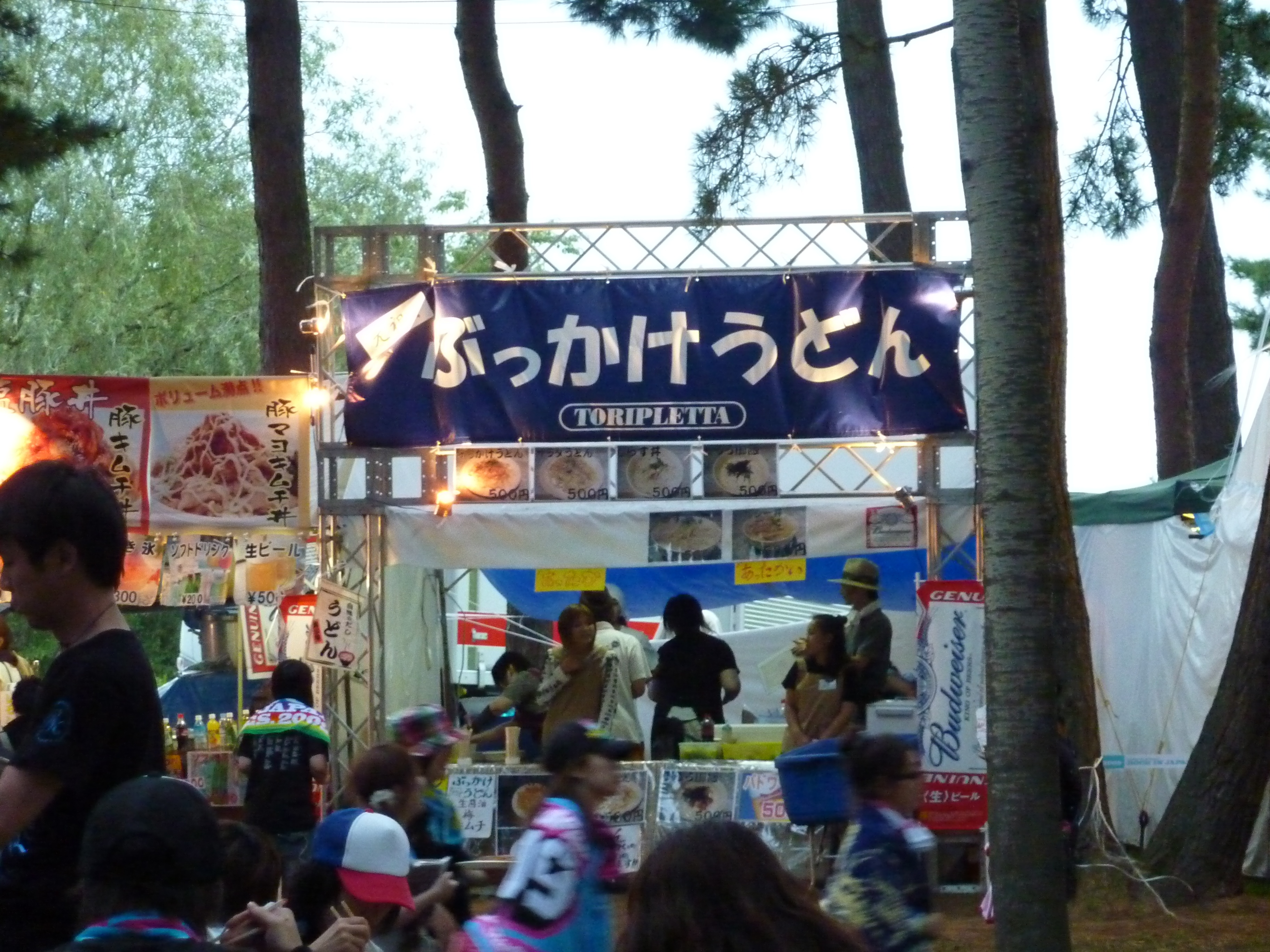
Le mot bukkake est utilisé en japonais dans de nombreux domaines, comme ici à propos de nouilles.

Bukkake est la racine d'un verbe japonais qui, utilisé seul, signifie éclabousser. Le verbe bukkakeru (éclabousser d'eau) peut être décomposé en deux verbes : butsu (ぶつ) et kakeru (掛ける). Littéralement, butsu signifie frapper, mais dans le cas présent, il s'agit plutôt d'un préfixe augmentatif retrouvé dans buttamageru (ぶったまげる, complètement choqué) ou butchigiri (ぶっちぎり, victoire écrasante). Kakeru désigne l'action de verser.
Bukkake est le plus souvent utilisé en japonais pour désigner un type de plats où l'accompagnement est versé sur des nouilles (bukkake-udon et bukkake-soba, par exemple).

## Historique du bukkake dans les films pornographiques
Le bukkake a été popularisé dans les médias japonais pour adultes, par des entreprises de vidéos telles que Shuttle Japan (en), Soft On Demand, Verskav Prod et Moodyz dans le milieu  et au plus tard des années 1980. Certains pensent qu'un des facteurs du développement des bukkakes est le fait que le paysage pornographique japonais soit très restreint : les réalisateurs n'ayant pas le droit de montrer les organes génitaux sans filtre sous peine de censure, ils ont dû inventer des approches sexuelles à la fois nouvelles et attrayantes afin de satisfaire leur public sans violer la loi japonaise. Cependant, la popularisation de l'acte et du terme a été mise au crédit du réalisateur Kazuhiko Matsumoto (en) en 1998. Le studio japonais Shuttle Japan enregistre le terme « ぶっかけ/ＢＵＫＫＡＫＥ » en tant que marque de fabrique (no 4545137) en janvier 2001.
Cette pratique s'étend par la suite du Japon jusqu'en Amérique et en Europe après que les réalisateurs pornographes américains ont découvert les vidéos de bukkake japonais au plus tard des années 1990,. Les vidéos bukkake étaient les prémices des vidéos pornographiques « plus hard », précédées par une mode pour les vidéos de double pénétration au milieu des années 1990, et apparues en parallèle avec les vidéos gang bang vers la fin de la décennie. Il existait un avantage économique des films bukkake asiatiques ne contenant qu'une seule actrice et souvent des acteurs amateurs dont l'audience était faible. Cependant, les films bukkake asiatiques diffèrent de ceux qui sont réalisés au Japon ; dans les vidéos bukkake japonaises, les actrices sont fréquemment habillées en secrétaires ou portant un uniforme scolaire et placées dans des positions de soumises, passives, tandis que les actrices américaines semblent apprécier la scène et sont plus entreprenantes,. Une autre variante du bukkake japonais est le gokkun, dans lequel plusieurs acteurs éjaculent dans un récipient, afin que la personne le boive ensuite,. Le bukkake est moins populaire que d'autres pratiques liées à la pornographie, surement parce que les éjaculations faciales sont perçues comme le final d'une scène, plutôt qu'un évènement principal.

## Risques
Le bukkake est un comportement sexuel à risque, comme l'est la pratique de la fellation sans préservatif. À la différence de la fellation, les pathogènes peuvent potentiellement aussi entrer dans l'organisme par la voie oculaire ou par des lésions de la peau.

## Symbolique
Lisa Jean Moore, sociologue américaine, affirme dans un ouvrage publié par les Presses universitaires de New York que le bukkake a pour objectif l'humiliation de la femme sur laquelle des hommes ont éjaculé collectivement. Ces comportements sont pour elle liés à un complexe de supériorité.

## Culture populaire
Dans le film Love Exposure (2008) du réalisateur japonais Sion Siono, le héros Yu est contraint de travailler pour une société de vidéos pornographiques appelée "Bukkake Sha".